# 世界ベスト・オブ・映像ショー
『世界ベスト・オブ・映像ショー 頂上リサーチ』（せかいベスト・オブ・えいぞうショー ちょうじょうリサーチ）は、フジテレビ系列で不定期に放送されていた日本のバラエティ番組。

## 放送日
| 回数  | 放送日                   | 放送時間（JST） | 放送タイトル                              | 備考                                      |
| ----- | ------------------------ | --------------- | ----------------------------------------- | ----------------------------------------- |
| 第1回 | 2014年1月5日（日曜日）   | 22:00 - 23:15   | 世界ベスト・オブ・映像ショー 頂上リサーチ |                                           |
| 第2回 | 2014年4月29日（火曜日）  | 19:00 - 20:54   | 世界ベスト・オブ・映像ショー              | 『カスペ!』枠で放送。                     |
| 第3回 | 2014年9月23日（火曜日）  | 19:00 - 21:54   | 世界ベスト・オブ・映像ショー 頂上リサーチ | 『カスペ!』枠で放送。                     |
| 第4回 | 2015年5月3日（日曜日）   | 19:00 - 21:54   | 世界ベスト・オブ・映像ショー 頂上リサーチ |                                           |
| 第5回 | 2015年10月4日（日曜日）  | 19:00 - 21:54   | 世界ベスト・オブ・映像ショー 頂上リサーチ | 『日曜ファミリア』枠で放送（同枠第1回）。 |
| 第6回 | 2015年11月15日（日曜日） | 19:00 - 21:54   | 世界ベスト・オブ・映像ショー 頂上リサーチ | 『日曜ファミリア』枠で放送。              |
| 第7回 | 2016年3月20日（日曜日）  | 19:00 - 21:54   | 世界ベスト・オブ・映像ショー 頂上リサーチ | 『日曜ファミリア』枠で放送。              |
| 第8回 | 2016年6月19日（日曜日）  | 19:00 - 21:54   | 世界ベスト・オブ・映像ショー 頂上リサーチ | 『日曜ファミリア』扱いされず。            |

## 放送内容
第2回からは、ふなっしーの体験（挑戦）の企画がメインになっている。 第2回（ハワイ）、第3回（アメリカ）、第4回（南極）、第5回（メキシコ）
第5回
- ベテラン刑務官が選ぶ大胆脱獄手口　その手があったか…世界の大胆な脱獄手ベスト３

2015年7月12日、受刑者の男が脱獄したことが発表された。受刑者は麻薬王と言われていて極悪人となっている。受刑者は18分の間にトイレから姿を消した。受刑者は1.5kmのトンネルで脱獄していた、そこには受刑者のカリスマ性が関わっていた。麻薬王となった受刑者は人望があり、地元の人達からは英雄とされていた。受刑者には6億円の懸賞金がかけられたが現在も逃亡中。
- 名張毒ぶどう酒事件

三重県名張市で起きた名張毒ぶどう酒事件の死刑囚が病死した。死刑囚は無罪を主張し続け、2005年に再審を認める決定が出たが、その後取り消され現在9度目の再審請求の審理が続けられている。
- 古井戸に転落した少女の命を救え！

2001年6月11日ルーマニアのブカレストのピペラ地区で2歳の女の子が井戸に転落した。井戸の深さは20mで水面は10m。
井戸が狭いため大人は入れず、子供は暗闇を怖がり女の子までたどり着けない。そんななか腎臓病を患う細身の18歳の女子高生が救出に名乗り出た。
第6回
- 前代未聞の航空機事故 パイロット乗客全員意識不明
- 手足のない少女笑顔と苦悩の25年
- 心臓移植で記憶乗り移る？人格が変貌 ドナーの正体は？
- 余命一週間の胎児救え

## 主な出演者

### MC
- 的場浩司 - 第1回ではゲスト、第2回からはMC。
- 西内まりや
- 佐野瑞樹（フジテレビアナウンサー）

### ゲスト

#### 第1回
- 平愛梨
- 竹山隆範
- ハリセンボン
- 桐谷広人

#### 第2回
- 仲間由紀恵
- ハリセンボン
- 澤部佑
- 渡辺舞
- 沢村一樹
- 竹山隆範

#### 第4回
- アントニー（マテンロウ）
- 植野行雄（デニス）
- 下村実生（フェアリーズ）
- 高畑淳子
- ふなっしー

#### 第5回
- 伊藤萌々香（フェアリーズ）
- 竹山隆範
- ピース
- ふなっしー
- 渡辺直美

#### 第6回
- 伊藤萌々香（フェアリーズ）
- 陣内智則
- スザンヌ
- 永瀬匡
- 山村紅葉

#### 第7回
- 牧野真鈴
- 三船美佳
- 竹山隆範
- 村田倫子

#### 第8回
- 伊藤萌々香
- 竹山隆範
- 高橋真麻
- 渡辺えり

### ロケゲスト（VTRゲスト）

#### 第2回
- 谷田部俊
- 杉山裕之
- 温水洋一
- 小島よしお
- ふなっしー

#### 第4回
- 8.6秒バズーカー

#### 第5回
- 小島よしお
- 木村紗野
- 木村真野
- 庄司智春（品川庄司）
- 出世大名家康くん

### 頂上リサーチャーズ

#### 第5回
- エグスプロージョン
- 柴田英嗣（アンタッチャブル）
- 鈴木あきえ

### 番組サポーター

#### 第5回
- 桃知みなみ

## 主なスタッフ

### 第1回
- ナレーター：服部潤
- 企画：情野誠人
- 構成：森一盛、田中伊知郎、野地努
- TP：安部裕
- TD：高野正視
- CAM：眞崎輝夫
- VE：石下忠由
- 音声：宮下貴志
- メイク：中谷めぐみ
- 美術プロデューサー：伊藤隆
- デザイン：鈴木浩二
- 美術進行：町山充洋
- 小道具装飾：田中秀和
- CG：パークグラフィックス
- 編集：伊藤賢俊
- MA：藤井啓介
- 音響効果：安原裕人
- TK：山本悦子
- 広報：鈴木良子
- リサーチ：鈴木さくら、神谷翔、フルタイム、T2ファージ
- 海外コーディネーター：クロスカルチャー社、ナンバーワンズ、CPインターナショナル東京オフィス、HIGH FIELD ENTERTAINMENT、GRIFFON、Japan Africa Travel、TopSpin Creative、GPA（USA）
- アンケート協力：H.I.S、クルーズプラネット、阪急交通社、トラベル日本、NINS
- 協力：TOKYO MAIN DINING
- ヴォイスオーバー：幸野善之、西川宏美、呉圭崇
- AP：高森和美、荒井裕美
- AD：内藤夏樹、石橋里帆、熊手竜久馬、高柳俊介
- ディレクター：福元洋之、新居稚也、佐藤謙治、畑川渉、石丸達也
- チーフディレクター：佃敏史
- 演出：富田一伸、竹内康人
- プロデューサー：深野和伸
- 制作協力：共同テレビ
- 制作著作：フジテレビ

### 第2回
- ナレーター：服部潤、呉圭崇
- 企画：情野誠人
- 構成：森一盛、田中伊知郎、野地努
- TP：大嶋徹
- TD：菊池謙
- CAM：伴野匡
- VE：岡部菜穂子
- 音声：村脇昭一
- 照明：堀江泰輔
- 美術プロデューサー：木村文洋
- デザイン：別所晃吉
- 美術進行：横山勇
- 大道具製作：卜部徹夫
- アクリル装飾：松本健
- 電飾システム：福田隆正
- 装飾：武田正邦
- メイク：水落万里子
- マルチ：マルチバックス
- CG：パークグラフィックス
- 編集：中川直喜
- MA：佐藤浩二
- 音響効果：山口晃司
- TK：山本悦子
- 広報：鈴木良子
- リサーチ：鈴木さくら、田中良典、No.1s
- 海外コーディネーター：TopSpin Creative、アルファリレーション、Konikson Production LLC.
- ロケ技術
  - CAM：玉城悟、高橋晋、池俊克、中嶋健
  - VE：石井徹、金子英樹、佐藤亨、鈴木香緒里
- 協力：フジアール、fmt
- ヴォイスオーバー：平野正人、山田真一、江森浩子、西川宏美
- AP：廣瀬益己、仁尾俊介
- AD：岸達也、鈴木寛人、恵村悟、内藤夏樹、今関晋太郎、荒牧耕太郎、阿部紗弓、下山直哉
- ディレクター：佐藤謙治、畑川渉、新居稚也、川村公人、大泉雅孝
- 演出：富田一伸、竹内康人
- プロデューサー：深野和伸
- 制作協力：共同テレビ
- 制作著作：フジテレビ

### 第3回
- ナレーター：服部潤、呉圭崇
- 企画：情野誠人
- 構成：森一盛、田中伊知郎、野地努、河口ワタル
- TP：大嶋徹
- TD：菊池謙
- CAM：伴野匡
- VE：岡部菜穂子
- 音声：村脇昭一
- 照明：北澤正樹
- 美術プロデューサー：木村文洋
- デザイン：別所晃吉
- 美術進行：横山勇
- 大道具製作：酒井孝一
- アクリル装飾：松本健
- 電飾システム：福田隆正
- 装飾：武田正邦
- メイク：水落万里子
- CG：パークグラフィックス
- TK：山本悦子
- 編集：中川直喜、渡邊敬
- オフライン：平原賢志
- MA：塩釜亮平
- 音響効果：山口晃司
- 広報：佐藤未郷
- 広告宣伝：為永佐知男
- リサーチ：鈴木さくら、増田崇志、アジアヴォックス
- 海外コーディネーター：TopSpin Creative
- ロケ技術
  - CAM：高垣康一、大津豊
  - VE：金子英樹、上野篤史
- 協力：フジアール、fmt、共同テレビ映像制作部
- 撮影協力：タカハシレーシング
- アンケート協力：学校法人シモゾノ学園 国際動物専門学校、大宮国際動物専門学校、学校法人中村学園 ちば愛犬動物フラワー学園、K-FRONT、日本公法、OBネットワーク
- ヴォイスオーバー：江森浩子、幸野善之、今野宏美、呉圭崇
- 協力プロデューサー：今野貴之
- AP：廣瀬益己、仁尾俊介、山浦徹吾、美内こう
- AD：高橋宏美、大石真也、鈴木寛人、上野草太朗、恵村悟、荒牧耕太郎、阿部紗弓、
- ディレクター：佐藤謙治、畑川渉、大谷一生、新居稚也、川村公人、秋山秀人
- 演出：富田一伸、竹内康人
- プロデューサー：深野和伸
- 制作協力：共同テレビ
- 制作著作：フジテレビ